# Alen Zamlić
Alen Zamlić, né le 23 juillet 1979 à Rijeka, est un karatéka croate connu pour avoir remporté la médaille de bronze en kumite individuel masculin plus de 80 kilos aux championnats du monde de karaté 2004 puis aux Jeux mondiaux 2005.

## Résultats
| Résultat           | Date          | Épreuve                   | Catégorie | Compétition                | Ville hôte               |
| ------------------ | ------------- | ------------------------- | --------- | -------------------------- | ------------------------ |
| Médaille de bronze | Novembre 2004 | Kumite individuel + 80 kg | Seniors   | Championnats du monde 2004 | Monterrey, au Mexique    |
| Médaille de bronze | Juillet 2005  | Kumite individuel + 80 kg | Seniors   | Jeux mondiaux 2005         | Duisbourg, en Allemagne  |
| Médaille d'argent  | Mai 2007      | Kumite individuel + 80 kg | Seniors   | Championnats d'Europe 2007 | Bratislava, en Slovaquie |